# ATI Technologies
ATI Technologies Inc. fue una de las empresas de hardware que diseñaba GPUs, fue comprada por AMD en el año 2006 pero mantuvo su nombre para algunos productos hasta la salida de la serie Radeon HD 6000 en el 2010. Su mercado acaparó todo tipo de productos para el procesamiento gráfico y multimedia, tanto para computadoras personales, como para dispositivos portátiles, videoconsolas, teléfonos móviles y televisión digital. Su fundación data del 20 de agosto de 1985 (ATI). A la empresa se le ha conocido por varios nombres. Se fundó llamándose Array Technology Inc., pero durante los primeros 5 meses fue Array Technologies Inc., el 18 de diciembre de 1985 pasó a llamarse ATI Technologies Inc.; definitivamente pasó a ser parte de AMD el 25 de octubre de 2006 y desde 2010 AMD ha cesado de usar la marca ATI.
AMD tiene su sede en Markham, Ontario, en Canadá. Su plantilla laboral, de acuerdo con su sitio web corporativo, es de 3300 empleados directos en el continente americano, Europa y Asia. Aunque la manufactura de los productos de AMD se realiza principalmente en Canadá y Taiwán.

## Historia de su fundación

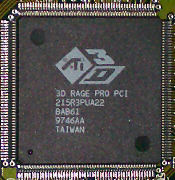
Fotografía del chip ATI 3D Rage Pro

ATI fue fundado por Kwok Yuen Ho (nacido en China), Benny Lau y Lee Lau (ambos nacidos en Hong Kong). Ho, el hijo más pequeño de una humilde familia, tuvo que alternar los estudios con el trabajo en el campo. Se graduó de la carrera de Ingeniero Electrónico y comenzó una exitosa carrera pasando por las empresas Philips Electronics y Wong's Electronics Co. Ltd donde adquirió una gran experiencia laboral, hasta que en 1984 emigra a Canadá.
Kwok Yuen Ho no pudo seguir trabajando en empleos de su agrado como los que desarrolló en su periodo anterior en Asia, los primeros meses en Canadá fueron duros, pero tuvo la suerte de encontrarse con los también inmigrantes Benny Lau y Lee Lau con semejantes inquietudes que él, y fundaron Array Technology Inc.. Esta era una compañía gráfica pero el proyecto final era dedicarse a las computadoras, para ello necesitaban acumular mucho capital por lo que tuvieron que empezar ahorrando con esta humilde empresa.
Los inicios fueron muy difíciles, la plantilla apenas era de 6 personas incluyendo a los 3 fundadores y debido a no contar con ningún apoyo el capital se fue agotando hasta que pocos meses después de su fundación tuvieron que pedir un préstamo para poder seguir adelante. El mercado demandaba chips gráficos y ATI firmó un acuerdo con Commodore International por el cual abastecería a esta compañía, y así fue como superaron el bache inicial, a finales de 1986 la compañía había multiplicado su capital y producía más de 7 millares de chips de gráficos en 2D por semana.

## Eventos
En julio de 1987 ATI lanza al mercado la familia EGA Wonder y VESA Wonder superando en potencia gráfica a las tarjetas convencionales. En abril de 1989 ayuda a establecer un estándar VESA en el sector gráfico y en mayo de 1991 ATI crea la familia de productos Mach8 capaz de procesar gráficos independientemente de la Unidad Central de Procesamiento CPU. Al año siguiente ATI evoluciona su chipset y saca el Mach32 que integra la controladora y la aceleradora gráfica en un único chip.
En noviembre de 1993, salió al mercado y comenzó a cotizar en la bolsa de Toronto. En agosto de 1994 ATI introdujo el Mach64 que es reconocido como el primer chipset de aceleración de video en movimiento, contaba con el apoyo de Graphics Xpression y Graphics Pro Turbo, tenía compatibilidad con hardware para conversión del espacio de color YUV a RGB, y esto sirvió para proveer aceleración MPEG para PC.
A finales de 1996 desarrolló el primer chip con aceleración gráfica 3D al que llamó Rage, ATI ya sobrepasaba el millón de chips gráficos vendidos, además ya disponía de varias sedes repartidas por Europa. Aunque no fue hasta 1997 con su chipset Rage II cuando se hizo con el mercado 3D. Este fue el primero en soportar Z-Buffer por hardware, compresión de texturas, filtrado bilineal, trilineal y un interesante número de modos de mezcla de texturas bajo Direct3D. En abril lanzó el 3D Rage Pro como una de las primeras aceleradoras AGP y con gran rendimiento en DVD, poseía un gran diseño e incluso llegó a lanzarla en versiones con AGP 2X. Sin embargo, los drivers limitaban el rendimiento de la placa y perdió el primer puesto en el ranking de la aceleración gráfica.
A finales de año la compañía adquiere Tseng Labs líder en el sector de gráficos 2D, incluyendo 40 nuevos ingenieros con los que en 1998 desarrolló el Rage 128 GL que soportaba OpenGL. El buen hacer de las memorias permitían a las Rage 128 GL correr extraordinariamente en 32-bit con 32 MB de RAM. Sin embargo en los 16-bit (lo más habitual en los juegos y aplicaciones en ese momento) este rendimiento no se consiguió, por lo que ATI no consiguió establecerse como líder en el mercado 3D, aunque poseía el mejor soporte para reproducción de DVD.
En los primeros meses de 1999, Ho fue elegido como uno de los 25 mejores empresarios del momento por la revista Business Week Magazine, además ATI puso a sus Rage a AGP 4X y creó la primera tarjeta gráfica para portátiles con 8 MB de memoria integrada, la Rage Mobility. Para abril anuncio el nuevo Rage 128 Pro que mejoraba el chipset original incluyendo filtro anisótropo, un mejor motor de cálculo de triángulos y mayor velocidad de reloj, pero las mejoras no fueron suficientes y no llegó a competir con sus rivales. También ATI intentó desbancar a la competencia creando la Rage Fury Maxx que utilizaba dos procesadores trabajando en paralelo pero que no llegó a funcionar como se deseaba y además el costo era más elevado porque también necesitaba el doble de memoria de lo normal.
En abril de 2000 ATI adquiere ArtX líder en el desarrollo de chips gráficos de alto rendimiento (uno de ellos el Flipper fue usado para la Nintendo GameCube) y además anuncia la llegada su sexta generación de chips los R100 y la primera placa que los aprovechó fue la Radeon 256. Sus características eran un gran ancho de banda, tecnología HyperZ (ahorraba el cálculo de los objetos no observables), memorias DDR (más rápidas), full hardware T&L (para el cálculo de las luces y las sombras) y Environment Mapped Bump Mapping, como también dos pixel pipelines capaces de usar tres texturas a la vez. ATI dio un salto cualitativo, mejoraron sus drivers Catalyst, su rendimiento en resoluciones de 1024x768 y superiores era sorprendente y volvía a liderar el sector. El dominio duró poco ya que los drivers de la competencia sacaban más provecho a sus productos pero las ventajas en reproducción de MPEG hizo que muchos usuarios optaran por las Radeon, que con el lanzamiento de las All-in-Wonder Radeon proveía a los usuarios todo lo necesario que una placa de video pueda ofrecer.
En 2001 la compañía se dedica a lanzar sus Radeon Mobility para portátiles y las Radeon FireGL para estaciones de trabajo que necesitaran mucha potencia gráfica (tras la compra del departamento de gráficas profesionales FireGL a Diamond Multimedia ese mismo año). Además comienza una época de constante evolución y mejoría de sus Radeon y su chipset R100 (utilizado en las Radeon 7000, 7200, 7500 y 7800GL) evoluciona al R200 (utilizado en las Radeon 8000, 8500, 9100 y 8800GL).
En los años 2002 y 2003 anunció que fabricaría y desarrollaría el chip gráfico de la nueva consola de Microsoft la Xbox 360 y de la nueva consola de Nintendo, la Wii (aunque en aquel momento el nombre del proyecto era Revolution). Además desarrolla el R300, que utilizará en la Radeon 9000, 9200, 9500, 9600, 9800 (la gama se hacía cada vez mayor para que el usuario pudiera elegir la más idónea en función del precio que estuviera dispuesto a pagar) y en la más aclamada de todas la 9700. Esta última culminó dos grandes años para ATI en el que la competencia nunca le hizo sombra en el top de las tarjetas aceleradoras.
En 2004 surge un nuevo estándar de conexión a la placa base el PCI Express X16 (PCI-E), que dobla en velocidad al AGP 8X. A lo largo de este año y de los siguientes se han desarrollado el R400 y R480 con la gama de Radeon X300, X500, X600, X700, X800, X850 y con el R500 la gama de Radeon X1300, X1600, X1800 y X1900, esta última se ha llegado a mejorar en velocidades de reloj de la GPU y de la memoria hasta la X1950 XTX, que es de las más altas de las tarjetas gráficas de hoy en día. Fue la primera tarjeta que utilizó las nuevas memorias GDDR 4.
En el 2005 Ati implanta junto a Microsoft la tarjeta gráfica ATI Xenos para la videoconsola Xbox 360. Está basada en el chip de la serie R500, con 500 MHz a 90 nm. Es la primera GPU en usar arquitectura de Shaders unificados.
El 24 de julio de 2006, ATI fue comprada por el fabricante de procesadores AMD, en una operación que costó a esta última 5.400 millones de dólares. Actualmente, sus líneas de productos más conocidas son las tarjetas gráficas Radeon y ALL-IN-WONDER, esta última caracterizada por disponer de captura de vídeo y audio.
Hacia septiembre de 2006 la serie ALL-IN-WONDER fue descontinuada. Paralelamente, otras tecnologías fueron incorporándose al muestrario de productos como Avivo (para vídeo y contenidos en Alta Definición), añadidura de gestión HDCP (High Definition Digital Contents Protection), y como la capacitación y certificación de componentes aptos para Windows Vista, el también reciente por aquellas fechas, nuevo Sistema Operativo de Microsoft.

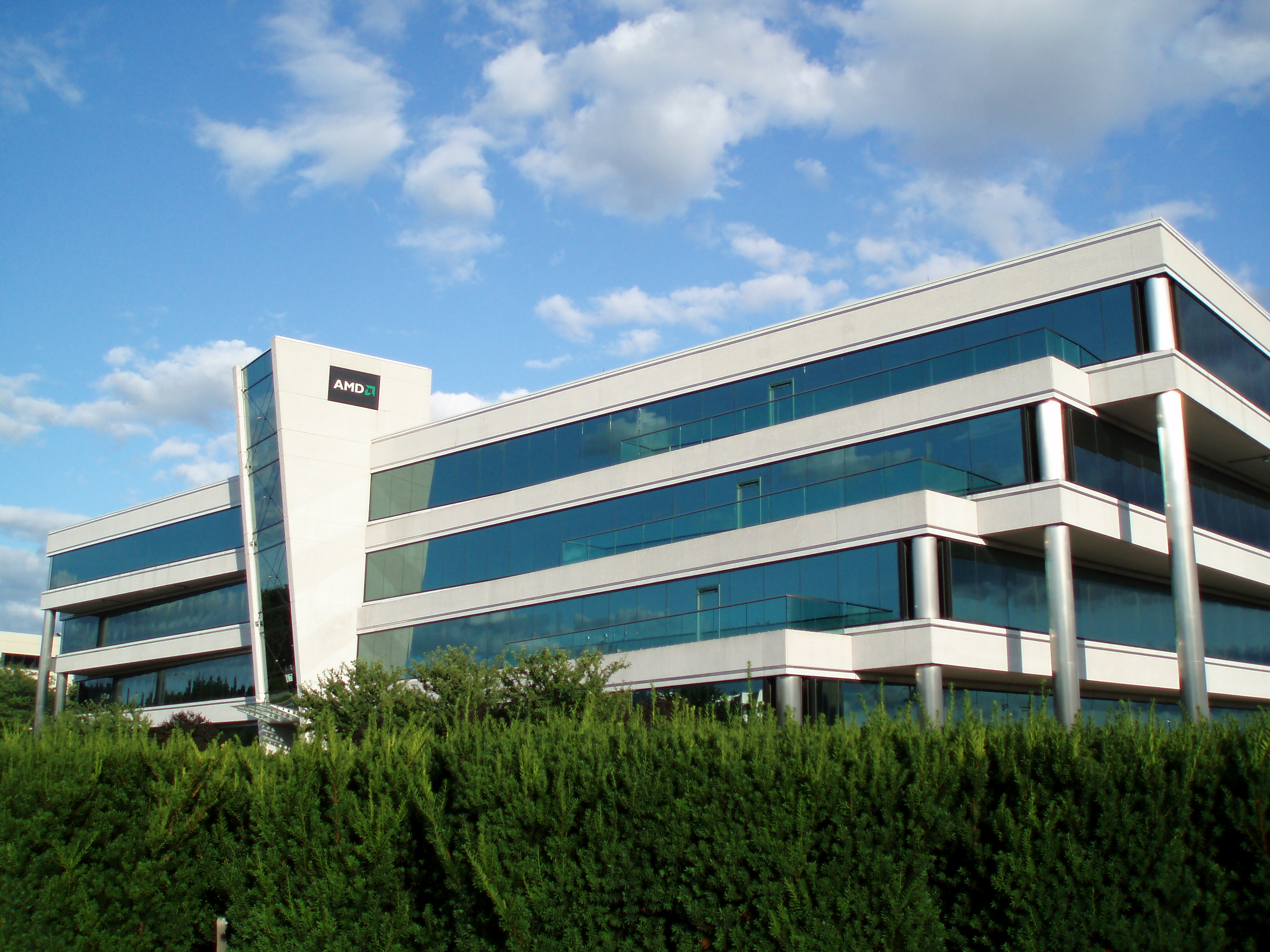
AMD Markham en la antigua sede de ATI Technologies

El 25 de octubre de 2006 ATI pasa a ser parte de AMD definitivamente. Hay que puntualizar que todas sus tarjetas gráficas incluyen el chip de sonido integrado, ya que otra marca del mismo ramo de hardware no lo monta en sus tarjetas gráficas.
A mediados de noviembre de 2007 aparece la revisión RV670 de la serie del chip R600 fabricado en 55nm con 666 millones de transistores. Concretamente la tarjeta gráfica HD 3870 (512 MB, GDDR 4) trabaja a unos 775 MHz de frecuencia en Núcleo y 2.25 Ghz Memoria. Da soporte para las APIs DirectX 10.1 y OpenGl 2.0. Incluye salida HDMI y puede ser configurada en formato CROSSFIREX: revolucionaria tecnología que permite usar dos o más tarjetas gráficas en el mismo equipo informático (con el significativo aumento de rendimiento que implica), pero sin ser necesariamente las dos el mismo modelo. Simplemente deben ser compatibles con el uso de esta tecnología entre sí, y con una placa base capacitada para dicha función.
"Mejor consultar el esquema de compatibilidad CROSSFIREX en la web AMD ATI".
Cabe mencionar la también incipiente tecnología HYBRYD CROSSFIRE.
2008.Se produce la comercialización de la tarjeta HD 3870 X2 con doble GPU incorporada y soporte HDMI (High Definition Multimedia Interface). La cual prácticamente batió en casi todos los test al más poderoso lanzamiento que el rival hizo en su momento: Nvidia Geforce 8800 Ultra, según indicaron las comparativas diseminadas por las webs especializadas en hardware. Siendo también, como es habitual, más barata que su oponente.
Agosto 2008. Llegó el reemplazo del anterior chip por el nuevo RV770 fabricado en 55 nm. Algunas tarjetas gráficas con este chip, de las series HD4870 montan memorias GDDR 5 y la HD4850 sigue llevando GDDR3. La máxima expresión es la HD 4870X2, también multinúcleo, cuyas comparativas en lugares especializados en hardware no dejan lugar a dudas: estamos ante la GRAN tarjeta gráfica del 2008.
Noviembre 2008. Disponible en la web oficial de AMD ATI el "Kit de fans" que incluye distintos tapices de escritorio, logos, banners, fotos e iconos basados en el personaje de Ruby. También una serie de vídeos en los que Ruby protagoniza escenas de acción heroicas contra personajes como Óptico y Assasin. También se puede localizar y descargar material para fanes de Rainbow 6 Las Vegas 2 donde destaca un espectacular salvapantallas de escritorio. Todo el material mencionado es completamente gratuito.
Diciembre 2008. Llegan noticias de AlienWare M17, el primer portátil que incorpora dos tarjetas gráficas en configuración CROSSFIREX. El Chip RV770 a esta fecha ha vendido alrededor de dos millones de unidades gráficas en todo el mundo. Mientras, los de Sunnyvale (California), están inmersos en el desarrollo de ATI STREAM, una iniciativa tanto en software como hardware para aprovechar ciertas aplicaciones que requieran una elevada potencia de cálculo y que se beneficiarán directamente de la capacidad de procesamiento de las GPUs a partir de la serie HD 4000. Se prevé que irán incluidas en el driver ATI CATALYST 8.12, en principio, sería sólo para las gráficas de serie HD 4000extendiéndose en todos los modelos superiores y soportados en todas los drivers posteriores. Unos meses después, ATI saca la HD 4770, la primera GPU fabricada 40nm que existe.
Septiembre 2009 Llegan las Radeon (GPUs RV800) a 40nm nombre en código Cypress, y nombres comerciales HD 5870 y HD 5850, con 1600 SP y GDDR5 a 4600 MHz. Unas semanas después llegarían las sustitutas en rendimiento de las HD 4800 series, de nombre en clave Juniper, con nombres comerciales 5770 y 5750.
Noviembre 2009 Llega la tarjeta HD 5970, formada por 2 GPUs RV870 obteniendo una clara corona de rendimiento en ese momento, ya que NVIDIA en dicho momento, se retrasaría en sacar sus nuevas GPU's, "Fermi". Esta sería la última GPU comercializada bajo el nombre de ATI.
Otoño 2011 AMD lanza al mercado la serie HD 6000 a 40 nm de nombre en clave Southern Islands, un puente entre la arquitectura anterior y la posterior, que renovará totalmente arquitectura desde la serie HD 3000. De paso, AMD elimina totalmente el nombre de ATi para pasar a ser AMD en todos sus productos.

## Productos
Además del desarrollo de GPUs de gama alta (originalmente llamada por ATI como VPU, unidad de procesamiento visual) para PC y Macintosh, ATI también diseña versiones embebidas para portátiles (Mobility Radeon), PDA y smartphones (Imageon), placas base integradas (Radeon IGP), Set-top box y Televisión digital (Xilleon) y otros.
ATI promueve algunos de sus productos con el personaje ficticio femenino "Ruby", una "mercenaria por contrato". Los vídeos de animación por computadora donde Ruby aparece en misiones son producidos por RhinoFX (siendo francotirador, saboteador, hacker, etc) los cuales son mostrados en grandes eventos de tecnología como CeBIT y CES.

### Chipsets gráficos para computadoras
- Graphics Solution/Small Wonder - Serie de tarjetas ISA de 8 bits con compatibilidad MDA, Hércules, CGA y Plantronics Color+. Las versiones posteriores añadieron soporte EGA.
- EGA/VGA Wonder - adaptadores de pantalla compatibles con IBM EGA/VGA (1987)
- ATI Mach - ATI presentó el primer acelerador 2D de la interfaz gráfica de usuario Windows. Con la evolución de la serie, la aceleración de la interfaz gráfica mejoró espectacularmente y apareció la primera aceleración de vídeo.
- Serie Rage - Primeros chips de ATI con aceleración 2D y 3D. La serie evolucionó de una rudimentaria aceleración 3D con acelerador 2D GUI y capacidad MPEG-1, a un altamente competitivo acelerador Direct3D 6 con la por entonces mejor aceleración DVD (MPEG2). Los distintos chips fueron muy populares entre los fabricantes de equipos originales (OEMs) de la época. La Rage II se utilizó en la primera tarjeta de vídeo multifuncional la ATI All-in-Wonder, y en las más avanzadas series All-in-Wonder basadas en GPUs Rage que le siguieron. (1995-2004)
- Rage Mobility - Diseñado para su uso en entornos de baja potencia, como las notebooks. Estos chips son funcionalmente similares a sus contrapartes de escritorio, pero con adiciones como la avanzada gestión de la energía, interfaz LCD, y funcionalidad con dos monitores .
- Radeon Serie - Lanzado en 2000, la línea Radeon de ATI es la marca para el público en general de tarjetas aceleradoras de 3D . El original Radeon DDR de ATI fue la primera aceleradora 3D en DirectX 7, fue su primer motor gráfico que soportaba Hardware T&L. ATI a menudo produjo versiones «Pro» con mayores velocidades de reloj y, a veces, una versión extrema "XT", e incluso más recientemente 'XT Platinum Edition PE) "y versiones " XTX ". La serie Radeon fue la base para muchas placas ATI All-In-Wonder.
- Mobility Radeon - Una serie de versiones con poder optimizado de chips gráficos Radeon para su uso en ordenadores portátiles. Introdujeron innovaciones tales como los chips de módulos RAM, aceleración DVD (MPEG2), sockets para GPU en notebooks, y "PowerPlay" tecnología de gestión de energía.
- ATI CrossFire - Esta tecnología es la respuesta de ATI a la plataforma SLI de NVIDIA. Permite, mediante el uso de una tarjeta de vídeo secundaria y una placa madre con doble PCI-E basada en un chipset compatible con Crossfire de ATI, la capacidad de combinar el poder de las dos tarjetas de video para aumentar el rendimiento a través de una variedad de diferentes opciones de renderizado. Hay una opción adicional para tarjetas de vídeo PCI-E de conectar en la tercera ranura PCI-E una tarjeta para juegos de física al azar, u otra opción de hacer azar de la física en la segunda tarjeta de vídeo [14].
- FireGL - Lanzado en 2001, tras la adquisición por ATI de FireGL Graphics de Diamond Multimedia. Lanzó tarjeta de vídeos para Workstations CAD / CAM, basadas en la serie Radeon.
- FireMV - Para workstations, con multi-visión, una tecnología necesaria para mostra pantallas múltiples en estaciones de trabajo con sólo aceleración 2D, generalmente sobre la base de la gama baja de productos de la serie Radeon.

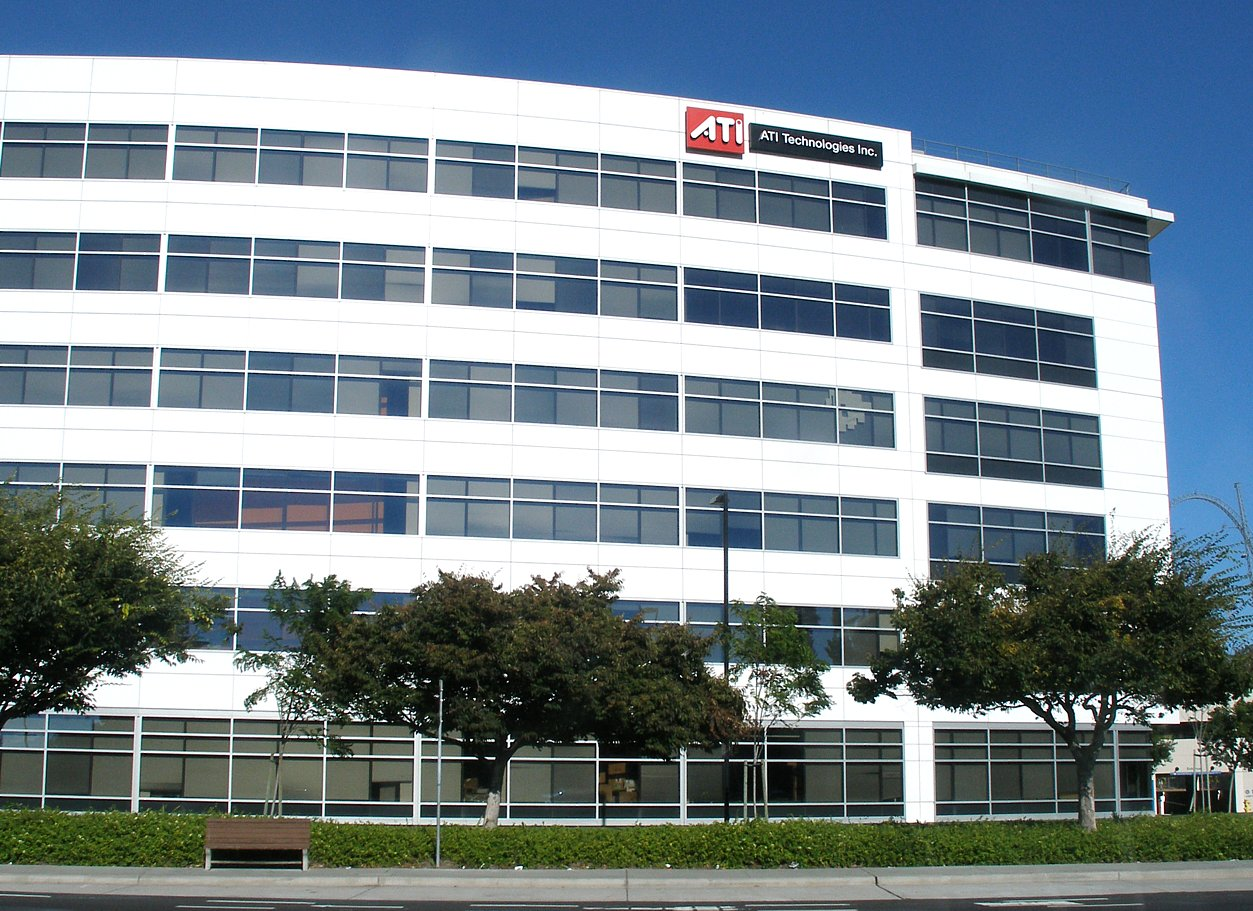
Sede de ATI Technologies en Sillicon Valley, California

### Computadoras personales y plataformas de chipsets
Véase también: Comparación de los conjuntos de chips ATI y comparación de conjuntos de chips AMD
- IGP 3x0, Mobility Radeon 7000 IGP - Primeros chipsets de ATI. Incluye un procesador de gráficos 3D compatible con DirectX 7 .
- 9100 IGP - sistema de segunda generación de chipsets. IXP250 southbridge. ATI se destacó al completar el primer chipset propio para placas madre, incluyendo un Southbridge construido por ATI. Además una actualización de procesador gráficos de clase DirectX 8.1. [15]
- Xpress 200/200P - Chipsets PCI Express hechos para Athlon 64 y Pentium 4 . Soporta SATA, así como gráficos integrados con soporte DirectX 9.0, el primer chipset gráfico integrado en hacerlo [16].
- Xpress 3200 - similar a la Xpress 200, pero diseñado para un óptimo rendimiento de CrossFire.
  - AMD 580X CrossFire chipset - edición AMD del renombrado 3200 Xpress, debido a la adquisición de AMD ATI.
- 690G, Xpress 1250 - Para las plataformas AMD e Intel. Incluye procesador gráficos DirectX 9 mejorando a la Xpress 200 [17] y la primera implementación de HDMI nativo en placas base de la industria .
- Chipset AMD serie 700 - exclusivamente para procesadores AMD, este chipset es un fenomenal apoyo a la familia y a los entusiasta de la plataforma de procesadores Quad FX (790FX), chipset entusiasta (790X), IGP (790GX, 780G, 740G) y variantes de tarjetas únicas (770, 740) destinadas a mainstreams y disponibles en costosos sistemas de computación .

Además de lo anterior ATI chipsets anunció un acuerdo que había alcanzado con los fabricantes de CPU y placas madre a partir de 2005, particularmente, Asus e Intel, para crear soluciones gráficas 3D on-board para la nueva gama de placas base Intel que se darían a conocer con su gama de procesadores de escritorio Intel Pentium M, procesadores Intel Core e Intel Core 2, el chipset D101GGC y D102GGC2 (denominada "Grand County" [18]), basado en el chipset Radeon Xpress 200. Sin embargo, la gama alta de placas base con procesador gráfico integrado (IGP) seguirían utilizando procesadores gráficos integrados Intel GMA . El acuerdo con Intel se consideró terminado oficialmente con la compra de ATI Technologies por AMD en julio de 2006, con este hecho Intel anunció el chipset SiS IGP (D201GLY chipset, en clave "Little Valley") para plataformas de escritorio, en sustitución de la serie de Chipsets "Grand County ".

### Soluciones multimedia y TV digital
- Series All-In-Wonder - Serie de tarjetas gráficas las cuales incorporaron un sintonizador de TV y un chip gráfico en una sola tarjeta de expansión, la cual, aparentemente fue descontinuada hasta que fue relanzada el 26 de junio de 2008 como ATI All-In-Wonder HD .
- Sintonizadores de TV
  - TV Wonder y HDTV Wonder - Familia de chipsets que provee la recepción de Televisión por medio de diversas señales analógicas de TV y señales digitales de TV (PAL, NTSC, ATSC, DVB-T, etc.) con la primera tecnología Avivo, también soportando CableCARD, y tecnologías Clear QAM .
  - Theatre - Familia de demoduladores QAM y VSB en sistemas listos para Cable Digital y ATSC.
- Xilleon - Procesador MIPS de 32-bit con decodificación de MPEG2 por hardware, H.264 y codificación/decodificación de VC-1 .
- Remote Wonder, Serie con control remoto para productos multimedia ATI. Opera usando la frecuencia radial, lejos de la usual implementación de infrarrojos en equipos.

### Soluciones gráficas para consolas
- Flipper - La Nintendo GameCube contiene un acelerador 3D desarrollado por ArtX, Inc, una compañía adquirida por ATI durante el desarrollo de la GPU. Flipper tiene una capacidad similar a un chip acelerador de vídeo de Direct3D 7. Consta de 4 canales de renderizado, T&L por hardware, y una compatibilidad limitada con Pixel Shader. El chip contiene una innovadora memoria 1T-SRAM de 3 MiB para el uso como almacenamiento ultra-rápido de baja latencia (6,2 ns) para texturas y el framebuffer/Z-buffer, que permite 10,4 GB/segundo de ancho de banda (muy rápido, para la época). Flipper fue diseñado por miembros del equipo de diseño del Nintendo 64 Reality coprocessor, quienes venían de SGI. El equipo de Flipper pasó a tener mucha influencia en el desarrollo de la Radeon 9700.
- Xenos - La consola Microsoft Xbox 360 contiene un chip de gráficos personalizado producido por ATI, conocido como "R500", "C1", o más a menudo como Xenos. Entre sus características se incluye DRAM incrustada en el chip (eDRAM). El Xenos también cuenta con la "Verdadera Arquitectura de Shader Unificada", que carga y distribuye dinámicamente el proceso de píxeles y vértices en unidades de igual procesamiento. Esto difiere mucho de las anteriores generaciones de chips gráficos para PC que tienen bancos separados de procesadores diseñados para una tarea individual específica (vértice/fragmento). Otra característica presentada en Xenos es la transformación de superficies en mosaicos para dividir una superficie en triángulos pequeños, similares a TRUFORM en términos de funcionalidad, que es una característica avanzada que ya no se incluye en la especificación DirectX 10 actual. La última generación de GPU Radeon R600 básico hereda la mayoría de las características presentes en Xenos, excepto eDRAM.
- Hollywood - Sucesor de Flipper. Es componente de la consola Nintendo Wii.

### Chipsets de mano
- Imageon - System-on-a-chip (SoC) de diseño introducido en 2002 para llevar integrado 2D y gráficos 3D para dispositivos de mano, teléfonos móviles y Tablet PC. Comienzo de la página actual de la línea de producto es el Imageon 2298, que incluye la calidad de grabación de DVD y la reproducción, salida de TV, y soporta hasta una cámara de 12 megapíxeles, con otra línea de productos Imageon, la serie 2300 de apoyo OpenGL ES 1.1 + extensiones. La línea Imageon fue remarcado en virtud de AMD, AMD adquirió después de ATI en el Q3 de 2006, como AMD Imageon.
- Imageon TV - Anunciado en febrero de 2006, permitiendo que los dispositivos de mano para recibir emisión de TV digital (DVB-H) las señales y permite ver programas de TV sobre estos dispositivos, el chipset incluye sintonizador, demodulador, decodificador, y una pila de software completa, opera junto a la Imageon chip.
- Además de productos completa, ATI también ha suministrado 3D y 2D de gráficos componentes a otros proveedores, en particular el Qualcomm [19] MSM7000 SoC serie de chips de computadora de mano y próximo Freescale i. MX procesadores [20].
- ATI afirmó en mayo de 2006, que había vendido más de 100 millones, mucho más que el rival NVIDIA, y anunció en febrero de 2007 que la empresa había enviado un total de 200 millones de Imageon productos desde el año 2003 [22].

### Computación de alto rendimiento
ATI Firestream originalmente y previamente renombrados como Stream procesador La tecnología ATI Stream es un conjunto avanzado de tecnologías de hardware y software que permiten que los procesadores gráficos AMD (GPU), trabajen en conjunto con el procesador central del equipo (CPU), para acelerar aplicaciones más allá del procesamiento tradicional de gráficos y video. Esto permite que las plataformas equilibradas ejecuten tareas intensas más eficientemente, proporcionando un aumento exponencial del cálculo computacional.

## Controladores
Existen actualizaciones de los controladores en la página de ATI para varios sistemas operativos y kernels, en los que destacan:
- Windows 2000, XP, Vista y Windows 7, Windows 8, Windows 8.1, Windows 10.
- Mac OS X y Apple Boot Camp.
- Linux, con soporte oficial de Red Hat Enterprise, SuSE y Ubuntu.
- Legacy (Windows 98, ME y controladores de hardware obsoleto tanto para Windows como para Linux).

En ellos existen a su vez derivados para sistemas de 64 bits y 32 bits.